# 德凤街道
德凤街道，是中华人民共和国贵州省黔东南苗族侗族自治州黎平县下辖的一个街道办事处。
2014年2月14日，贵州省人民政府批复同意撤销德凤镇建制，设置德凤街道，街道办事处驻贡院社区。

## 行政区划
德凤街道下辖以下地区：
双凤社区、开泰社区、贡院社区、南泉社区、兰花园社区、成德社区、民胜村、坚强村、蔬菜村、矮枧村、汪家庄村、罗寨村、黎平所村、羊角村、勇寨村、黎平寨村和蒲洞村。
2019年8月8日，将永乐社区、何家庄社区、龙形社区、兰溪谷社区、东关社区、万福山社区、薛家坪社区、罗团社区、三什江社区、地西村、构洞村划归龙形街道管辖。行政区划调整后，德凤街道辖成德社区、双凤社区、南泉社区、兰花园社区、上五开社区、贡院社区、开泰社区、民胜社区、坚强社区、矮枧社区、罗寨社区、蔬菜社区、六塘冲社区、千秋榜社区、干凉亭社区、黎平寨村、黎平所村、蒲洞村、汪家庄村。